# Phetdarin Somrat
Phetdarin Jaruwan Somrat (thailändisch เพชรดารินทร์ จารุวรรณ สมราช; * 6. Juni 1995 in Chiang Mai) ist eine thailändische Radrennfahrerin.

## Sportlicher Werdegang
Als Juniorin fuhr Phetdarin Somrat 2013 die Tour of Thailand mit und gewann eine Etappe. Im Jahr darauf wurde sie zum ersten Mal Landesmeisterin im Einzelzeitfahren. 2016 fuhr sie in den Elite-Wettbewerben der Straßenradsport-Weltmeisterschaften, die für sie allerdings unglücklich endeten: Nach mechanischen Problemen am Start behinderte sie Annemiek van Vleuten unabsichtlich beim Überholen und wurde disqualifiziert.
2017 hatte sie mehr Fortüne und gewann in der Tour of Thailand die Gesamtwertung. Im Jahr darauf absolvierte sie als Stipendiatin des Centre Mondial du Cyclisme mehrere Rennen in Europa als Mitglied des WCC Teams. Auch 2019 war sie in Europa am Start, nunmehr mit dem Thailand Women's Cycling Team, ihrem regulären UCI-Team. Von 2020 bis 2022 gewann sie dreimal in Folge die Landesmeisterschaften im Einzelzeitfahren, 2022 zum zweiten Mal die Tour of Thailand. 2024 wurde sie erstmals thailändische Meisterin im Straßenrennen, nachdem sie zweimal zuvor als Zweite geendet hatte.
Somrat vertrat ihr Land im olympischen Straßenrennen, das sie auf dem 78. Platz beendete. Neben Weltmeisterschaften war Phetdarin Somrat regelmäßig Mitglied der thailändischen Nationalmannschaft bei den Asien-Meisterschaften im Straßenradsport sowie diversen  Sportveranstaltungen in Südostasien.

## Erfolge
2013
eine Etappe Tour of Thailand
2014
 Thailändische Meisterin – Einzelzeitfahren
2017
Gesamtwertung und eine Etappe Tour of Thailand
2019
 Südostasienspiele – Einzelzeitfahren
2020
 Thailändische Meisterin – Einzelzeitfahren
2021
 Thailändische Meisterin – Einzelzeitfahren
2022
 Thailändische Meisterin – Einzelzeitfahren
Gesamtwertung, eine Etappe und Bergwertung Tour of Thailand
 Südostasienspiele – Einzelzeitfahren, Mannschaftswertung
2024
 Thailändische Meisterin – Straßenrennen, Einzelzeitfahren
2025
 Thailändische Meisterin – Straßenrennen, Einzelzeitfahren